# Comune di Vallensbæk
Vallensbæk è un comune danese situato nella regione di Hovedstaden. Capoluogo e sede amministrativa è la cittadina omonima.